# Mattias de' Medici

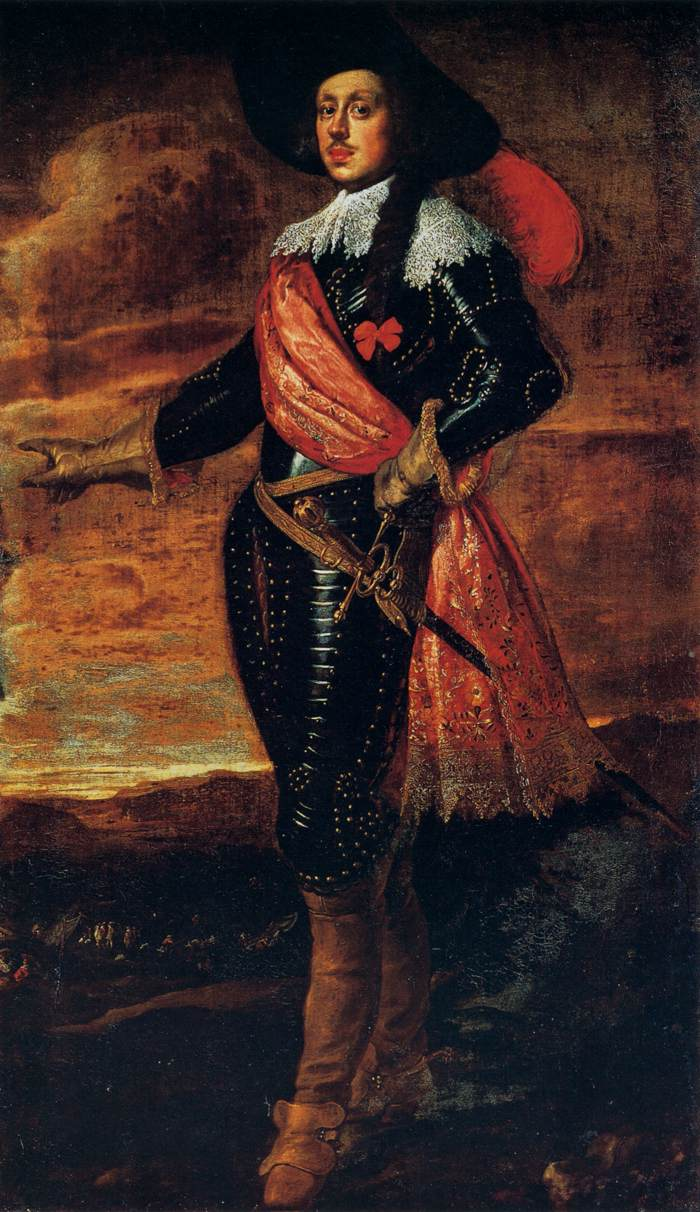
Mattias de' Medici, geportretteerd door Justus Sustermans.

Mattias de' Medici (Florence, 9 mei 1613 - Siena, 11 oktober 1667) was een lid uit de invloedrijke Medicifamilie en was gouverneur van Siena.

## Biografie
Mattias werd geboren als de derde zoon van groothertog Cosimo II de' Medici en Maria Magdalena van Oostenrijk. Hij begon aanvankelijk aan een kerkelijke carrière, maar vanwege dat het hem niet aanstond ging Mattias op zijn zestiende dienen in het leger. Kort daarna werd hij door zijn broer, Ferdinando, benoemd tot gouverneur van de stad Siena. Vervolgens vocht Mattias de' Medici mee tijdens de Dertigjarige Oorlog en nam hij deel aan de slag bij Lützen.
Kort na zijn terugkeer in Siena moest hij de stad alweer verlaten doordat hij moest vechten in de Oorlogen van Castro. In 1667 overleed Mattias de' Medici na een ziekbed op 54-jarige leeftijd.